# Kolechowice-Kolonia
Kolechowice-Kolonia – kolonia i siedziba sołectwa założona w XIII w., położona w środkowej części województwa lubelskiego, w powiecie lubartowskim, w gminie Ostrów Lubelski.
Na przestrzeni wieków miejscowość administracyjnie przynależała do województwa lubelskiego, natomiast zamiennie była przypisana do powiatu włodawskiego i gminy Tyśmienica oraz do powiatu lubartowskiego i gminy Ostrów Lubelski.
Kolonia stanowi sołectwo gminy Ostrów Lubelski. Według Narodowego Spisu Powszechnego (III 2011 r.) wieś liczyła 216 mieszkańców.

## Położenie
Wieś leży na wysokości 165 m n.p.m., na Wysoczyźnie Lubartowskiej, na zachodnim krańcu Pojezierza Łęczyńsko-Włodawskiego. W linii prostej - 5 km na południowy zachód od Ostrowa Lubelskiego, 15 km na wschód od Lubartowa i 28 km na północny wschód od Lublina.
W odległości 2,5 km na północny wschód od miejscowości przebiegał średniowieczny Szlak Jagielloński.

## Klimat
Średnia temperatura w ciągu roku wynosi +7 °C. Najcieplejszym miesiącem jest lipiec +18 °C, najzimniejszym styczeń –4,0 °C. Okresy – letni i wegetacyjny trwają odpowiednio – 100–110 i 210–220 dni. Roczna suma opadów wynosi średnio 550 mm, przy największym natężeniu w lecie – 220 mm, a najmniejszym w zimie. Czas zalegania pokrywy śnieżnej wynosi średnio 80 dni.

## Gospodarka
Wieś ma charakter typowo rolniczy. Gleby należą głównie do 4 i 5 klasy.

## Infrastruktura
Miejscowość jest zelektryfikowana za pomocą linii napowietrznych, posiada wodociąg i ujęcie wody, brak jest kanalizacji.
Oświetlenie uliczne zapewnia zmodernizowana w okresie 16-21 września 2021 r. instalacja energooszczędnego zasilania składająca się z 25 latarni z oprawami LED.
Zasięg wszystkich sieci telefonii komórkowej oraz internetu bezprzewodowego jest dobry. Od grudnia 2021 r. w ramach inwestycji Programu Operacyjnego Polska Cyfrowa dla wszystkich mieszkańców dostępny jest szerokopasmowy internet światłowodowy o szybkości 1 Gb/s.
W centrum wsi znajduje się wybudowana 28 lutego 1960 r. remiza OSP oraz otwarte 29 listopada 2017 r. Podwórko Talentów Nivea.

## Komunikacja
Przez wieś przechodzi droga powiatowa klasy Z nr 1559L, prowadząca od skrzyżowania z drogą powiatową 1557L w Sernikach, przez Serniki-Kolonię, Nową Wolę i Brzostówkę do skrzyżowania z drogą wojewódzką nr 813 w Kolechowicach Folwark o długości 16,05 km.
Miejscowość jest dogodnie skomunikowana z całą Polską.
Komunikacja publiczna do: Lublina (38 km), Lubartowa (19 km) oraz Ostrowa Lubelskiego (5 km) odbywa się busami.
Najbliższe skrzyżowanie z drogą krajową – DK19 znajduje się w miejscowości Łucka (17 km).
Najbliższa stacja kolejowa – Lubartów, umożliwiająca dojazd pociągami Polregio do Lublina (30min) i IC do Warszawy (2h 13min) znajduje się w odległości 18 km na linii kolejowej nr 30.
Odległość do najbliższego lotniska – Portu Lotniczego Lublin wynosi 39 km.

## Ludność
Na terenie miejscowości znajdują się 73 domy zamieszkiwane przez 211 mieszkańców – 98 kobiet i 113 mężczyzn (stan 31.12.2021).
Wierni Kościoła rzymskokatolickiego należą do parafii Niepokalanego Poczęcia NMP w Ostrowie Lubelskim.

## Stowarzyszenia
Ochotnicza Straż Pożarna (od 28 lutego 1960 roku),
Koło Gospodyń Wiejskich "Kujawianki" (od 27 grudnia 2018 roku).

## Sąsiednie miejscowości
- Kolechowice
- Kolechowice-Folwark
- Brzostówka